# Ghiacciaio Tomilin
Il ghiacciaio Tomilin è un ghiacciaio lungo circa 28 km situato sulla costa della regione settentrionale della Terra di Oates, in Antartide. In particolare, il ghiacciaio, il cui punto più alto si trova a circa 1200 m s.l.m., fluisce verso nord partendo dalla regione centrale del versante orientale dei colli Wilson, in particolare dal versante settentrionale del monte Pope, e scorrendo tra il monte Governor e il picco Schmehl, a ovest e le creste Feeney e Axthelm, a est, fino a entrare nell'oceano Pacifico, formando una lingua glaciale lunga circa 15 km.

Durante il suo percorso il flusso del ghiacciaio Tomilin è arricchiato da quello di altri ghiacciai, come il Noll, che gli si unisce da sud-est, e il Walsh, che gli si unisce da ovest.

## Storia
Il ghiacciaio Tomilin è stato fotografato nel 1947 durante l'operazione Highjump, condotta dalla marina militare statunitense, e poi nel 1958 spedizione sovietica. Proprio i membri di quest'ultima lo hanno così battezzato in onore dell'aviatore polare Mikhail N. Tomilin, morto nel 1952 nella regione Artica.